# Hohenbergiopsis
Hohenbergiopsis  L.B.Sm. & Read, do gênero "Hohenbergia" e grego "opsis" (semelhante), é um género botânico pertencente à família Bromeliaceae, subfamília Bromelioideae.
A única espécie conhecida é nativa da Guatemala.

## Espécie
- Hohenbergiopsis guatemalensis (L.B.Smith) L.B.Smith & R.W.Read